# Стокгольмская фондовая биржа
Стокгольмская фондовая биржа (Stockholmsbörsen) — фондовая биржа, расположенная в Стокгольме, Швеция. Основанная в 1863 году биржа является основной среди стран Северной Европы. Биржа вошла в состав группы OMX в 1998 году, а с 2003 года были объединены торговые операции с фондовой биржей Хельсинки.
До 1990 года торги биржи проходили в здании на площади Стурторьет, которое ныне занимает Шведская академия.
Биржа работает с понедельника по пятницу (кроме праздничных дней) с 09:00 до 17:30.